# Contea di Changtai
La contea di Changtai (长泰县S, ChángtàixiànP) è una contea della Cina, situata nella provincia del Fujian.